# 奧列格·瑟羅莫洛托夫
奧列格·弗拉基米羅維奇·瑟羅莫洛托夫（俄語：Олег Владимирович Сыромолотов；1953年5月19日—）是一位俄羅斯少將，於2000年至2004年年間擔任俄羅斯聯邦安全局副主管及轄下的反間諜活動組「DKR」組長。此外，他被委派負責在索契舉行的2014年冬季奧林匹克運動會之保安任務。

## 生平
瑟羅莫洛托夫於1993年12月18日被授予少將軍銜，隨後他在俄羅斯聯邦安全局內亦不斷得到晉昇機會，並最終成為俄羅斯運輸部經濟保安和反間諜活動支援組的首長。此外，他在2000年7月12日至2004年7月期間更曾經擔任俄羅斯聯邦安全局副主管和轄下的反間諜活動組「DKR」組長。
2002年5月，瑟羅莫洛托夫在慶祝俄羅斯第一個反情報活動部門成立80週年時罕有地發表講話。他表示在過去2年間，反間諜活動組「DKR」組員已經逮捕了14名外國間諜，以及監視260名從事秘密工作的外國人。另一方面，瑟羅莫洛托夫在2007年上半年被俄羅斯聯邦安全局主管亞歷山大·弗拉基米羅維奇·博爾特尼科夫（俄語：Алекса́ндр Васи́льевич Бо́ртников）推薦作為未來接班人之前更曾經是一名大將。
2009年4月28日，時任俄羅斯總統德米特里·阿納托利耶維奇·梅德韋傑夫發布第468號俄羅斯總統令，該法令任命瑟羅莫洛托夫成為俄羅斯聯邦總統委員會身體健康和體育發展組成員之一。隨後他也被新任俄羅斯總統弗拉基米爾·弗拉基米羅維奇·普京任命負責喀山2013年夏季世界大學生運動會、索契2014年冬季奧林匹克運動會和2014年冬季傷殘奧林匹克運動會之保安工作。另外，由於不少觀察員之前都認為普京將會選擇一個專長於反恐活動的人物負責2014年冬季奧林匹克運動會之保安工作，所以他們都對此任命感到驚奇。

## 榮譽
- 2002年：白俄羅斯榮譽獎章[9]

## 外部連結
- , . . . 2000年6月27日  [2014年2月13日]. （原始内容存档于2020年8月30日） （俄语）.